# Lavoro (fisica)

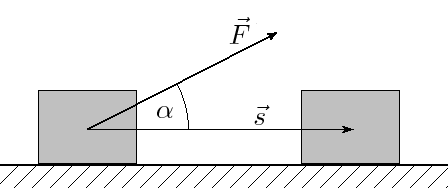
Spostamento orizzontale di un corpo sotto l'azione di una forza. Tale spostamento richiede lavoro per potere essere svolto.

In fisica, il lavoro è l'energia scambiata tra due sistemi quando avviene uno spostamento attraverso l'azione di una forza, o una risultante di forze, che ha una componente non nulla nella direzione dello spostamento. Pertanto, ha le dimensioni di una forza applicata lungo una determinata distanza.
Dunque, il lavoro complessivo esercitato su un corpo è pari alla variazione della sua energia cinetica. In presenza, invece, di un campo di forza conservativo, cioè in assenza di effetti dissipativi, il lavoro svolto si può esprimere anche come la variazione di energia potenziale tra gli estremi del percorso. Il lavoro compiuto da una forza è nullo se lo spostamento è nullo o se questa non ha componenti lungo la direzione dello spostamento.
Il termine "lavoro" è stato introdotto nel 1826 dal matematico francese Gaspard Gustave de Coriolis. Il simbolo più utilizzato per indicare il lavoro è la lettera {\displaystyle W}, dall'inglese work, anche se, spesso, nella letteratura italofona lo si indica con la lettera {\displaystyle L}. Il lavoro è una grandezza scalare.
Nel Sistema Internazionale l'unità di misura del lavoro è il joule (la stessa di calore ed energia).

## Definizione generale
Il lavoro lineare elementare di un campo vettoriale, come una forza {\displaystyle \mathbf {F} (\mathbf {r} )}, associato allo spostamento elementare {\displaystyle d\mathbf {s} } è definito come:
{\displaystyle \mathrm {d} L=\mathbf {F} \cdot \mathrm {d} \mathbf {s} }
che in termini di coordinate cartesiane, si può esprimere come:
{\displaystyle \mathrm {d} L=F_{x}\,\mathrm {d} x+F_{y}\,\mathrm {d} y+F_{z}\,\mathrm {d} z}
Di conseguenza, il lavoro totale lungo una curva {\displaystyle \gamma } è definito come l'integrale di linea di seconda specie dell'1-forma differenziale {\displaystyle dL}:
{\displaystyle L=\int _{\gamma }\mathop {} \!\mathrm {d} L=\int _{\gamma }\mathbf {F} \cdot \mathrm {d} \mathbf {s} }
ovvero l'integrale di linea del campo vettoriale {\displaystyle \mathbf {F} (\mathbf {r} )} lungo la curva {\displaystyle \gamma }.
Nel caso di un corpo che ruota, il lavoro elementare può essere espresso in funzione del momento meccanico, calcolato attorno a un polo {\displaystyle O}, con {\displaystyle {\vec {OP}}} come braccio:
{\displaystyle \mathrm {d} L=\mathbf {F} \cdot \mathrm {d} \mathbf {s} =\mathbf {F} \cdot \mathbf {v} \,\mathrm {d} t=\mathbf {F} \cdot \left({\boldsymbol {\omega }}\times {\vec {OP}}\right)\,\mathrm {d} t={\boldsymbol {\omega }}\cdot \left({\vec {OP}}\times \mathbf {F} \right)\,\mathrm {d} t=\mathbf {M} _{\text{O}}\cdot \mathrm {d} {\boldsymbol {\theta }}}
Pertanto, il lavoro totale del momento corrispondente ai due spostamenti angolari {\displaystyle \theta _{1}} e {\displaystyle \theta _{2}} è formalmente uguale all'integrale:
{\displaystyle L=\int _{\theta _{1}}^{\theta _{2}}\mathbf {M} _{\text{O}}\cdot \mathrm {d} {\boldsymbol {\theta }}}.

### Conseguenze della definizione
Dalla definizione di integrale curvilineo, si hanno le seguenti conseguenze immediate:
- il lavoro lungo una curva di "lunghezza nulla", cioè contratta in un solo punto, è nullo;
- i lavori dello stesso campo vettoriale lungo la stessa traiettoria, percorsa però in direzioni opposte, sono di segno opposto:

{\displaystyle \int _{\gamma ^{-}}\mathbf {F} (\mathbf {r} )\cdot \mathrm {d} \mathbf {s} =-\int _{\gamma ^{+}}\mathbf {F} (\mathbf {r} )\cdot \mathrm {d} \mathbf {s} }
(con {\displaystyle \gamma ^{+}} e {\displaystyle \gamma ^{-}} si intendono due parametrizzazioni della stessa curva con orientamenti opposti)
- il lavoro lungo una traiettoria somma di due curve è la somma dei lavori lungo le due curve:

{\displaystyle \int _{\gamma _{1}+\gamma _{2}}\mathrm {d} L=\int _{\gamma _{1}}\mathrm {d} L+\int _{\gamma _{2}}\mathrm {d} L}
(con {\displaystyle \gamma _{1}+\gamma _{2}} si intende la curva ottenuta percorrendo in sequenza {\displaystyle \gamma _{1}} e {\displaystyle \gamma _{2}})
Per la proprietà di linearità dell'operatore integrale si ha che:
- i lavori compiuti (lungo la stessa traiettoria) da forze opposte sono di segno opposto:

{\displaystyle \int -\mathbf {F} \cdot \mathrm {d} \mathbf {s} =-\int \mathbf {F} \cdot \mathrm {d} \mathbf {s} }
- il lavoro compiuto dalla somma di due o più forze è la somma dei lavori compiuti da ognuna forza (si può anche dire, in altri termini, che per il lavoro vale il principio di sovrapposizione degli effetti)

{\displaystyle \int (\mathbf {F} _{1}+\mathbf {F} _{2})\cdot \mathrm {d} \mathbf {s} =\int \mathbf {F} _{1}\cdot \mathrm {d} \mathbf {s} +\int \mathbf {F} _{2}\cdot \mathrm {d} \mathbf {s} }
Per il teorema dell'energia cinetica, il lavoro compiuto dalla risultante delle forze agenti su un corpo è uguale alla variazione della sua energia cinetica: {\displaystyle L=\Delta E_{k}}.
In generale, a causa della generalità del campo {\displaystyle \mathbf {F} (\mathbf {r} )}, che varia da punto a punto, il lavoro dipende dalla traiettoria per andare da {\displaystyle A} a {\displaystyle B}. Vi sono però casi di notevole rilevanza fisica nei quali è possibile limitarsi a forze per le quali il lavoro non dipende dalla traiettoria seguita ma solo dalle posizioni iniziale e finale della traiettoria.

## Forze conservative
Nel caso di un campo di forza conservativo, il lavoro è la variazione di energia potenziale tra gli estremi del percorso. In questo caso, il lavoro non dipende dal particolare cammino seguito, ma solo dalla posizione iniziale {\displaystyle \mathbf {r} _{A}} e dalla posizione finale {\displaystyle \mathbf {r} _{B}}.
A partire dal lavoro, è possibile definire la conservatività di un campo di forze: il campo è conservativo se e solo se il lavoro della forza lungo una traiettoria chiusa qualsiasi è zero. Infatti:
- Dato un campo di forze conservativo, il lavoro per andare da {\displaystyle A} ad {\displaystyle A} non dipende dal cammino seguito ma è la variazione di energia potenziale tra {\displaystyle \mathbf {r} _{A}}e {\displaystyle \mathbf {r} _{A}}, cioè è nullo.
- Data una forza il cui lavoro lungo una traiettoria chiusa qualsiasi è nullo, consideriamo due traiettorie qualsiasi da {\displaystyle A} e {\displaystyle B}; unendole si ottiene una curva chiusa lungo la quale il lavoro è nullo. Quindi, il lavoro lungo la prima traiettoria da {\displaystyle A} a {\displaystyle B} è l'inverso di quello lungo la seconda da {\displaystyle B} ad {\displaystyle A} e, poiché i lavori della stessa forza lungo la stessa curva percorsa però nei due sensi contrari sono di segno opposto, ciò implica che il lavoro lungo le due traiettorie percorse nello stesso verso, da {\displaystyle A} a {\displaystyle B}, è uguale.

Nel caso in cui la forza sia costante e il percorso rettilineo, il lavoro diventa pari al prodotto scalare del vettore forza {\displaystyle \mathbf {F} } per il vettore spostamento {\displaystyle \mathbf {s} }:
{\displaystyle L=\mathbf {F} \cdot \mathbf {s} =|\mathbf {F} ||\mathbf {s} |\cos \alpha }
dove {\displaystyle \alpha } è l’angolo fra i due vettori.
Il lavoro può essere sia positivo sia negativo, il segno dipende dall'angolo {\displaystyle \alpha } compreso tra il vettore forza {\displaystyle \mathbf {F} } ed il vettore spostamento {\displaystyle \mathbf {s} }.
Il lavoro svolto dalla forza è positivo se {\displaystyle 0\leq \alpha <\pi /2\ (=90^{\circ })} ovvero se {\displaystyle \cos \alpha >0}. Un lavoro positivo è causato da una forza detta "motrice", uno negativo ({\displaystyle \pi /2<\alpha \leq \pi }), invece, da una forza "resistente".
Il termine utilizzato in fisica differisce dalla definizione usuale di lavoro, che è decisamente legata all'esperienza quotidiana e si può ricondurre, ad esempio, alla fatica muscolare. Infatti si compie un lavoro se si ha uno spostamento: se per esempio si spinge contro un muro naturalmente esso rimarrà fermo e non si avrà lavoro.

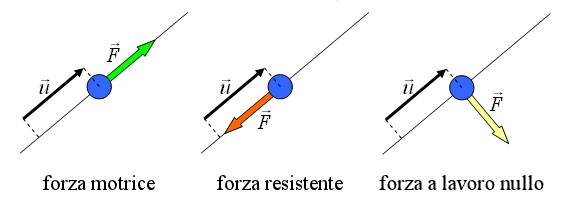
Casi particolari

Quando la forza ha la stessa direzione e lo stesso verso dello spostamento, il prodotto scalare equivale al prodotto aritmetico dei moduli dei due vettori:
{\displaystyle \alpha =0\implies \cos \alpha =1\implies L=|\mathbf {F} ||\mathbf {s} |}.
Anche nel caso di forza parallela ma opposta allo spostamento, l'espressione del lavoro si riduce al prodotto aritmetico dei moduli, ma con segno opposto:
{\displaystyle \alpha =\pi \implies \cos \alpha =-1\implies L=-|\mathbf {F} ||\mathbf {s} |}.
Quando forza e spostamento sono perpendicolari, il lavoro è nullo:
{\displaystyle \alpha =\pi /2\implies \cos \alpha =0\implies L=0}.
Per i campi conservativi, è possibile definire una funzione scalare, detta energia potenziale, la cui variazione tra i punti {\displaystyle \mathbf {r} _{A}} e {\displaystyle \mathbf {r} _{B}} rappresenta il lavoro compiuto dalle forze per andare da {\displaystyle A} a {\displaystyle B}, per quanto detto prima lungo un qualunque percorso.
{\displaystyle L=E_{p}(\mathbf {r} _{A})-E_{p}(\mathbf {r} _{B})=-\Delta E_{p}}
si indica {\displaystyle -\Delta E_{p}} perché, per convenzione, si considera solitamente la variazione di qualcosa dal punto finale a quello iniziale, cioè {\displaystyle \Delta E_{p}=E_{p}(\mathbf {r} _{B})-E_{p}(\mathbf {r} _{A})}.
Il concetto continua a valere se {\displaystyle E_{p}} non dipende dalla "posizione" ma da uno "stato", ovvero da una posizione nello spazio delle fasi del sistema: ovviamente sostituendo {\displaystyle \mathbf {r} } con l'equivalente nel caso in questione. Un esempio è il diagramma pressione/volume usato per le macchine termiche.
Considerando campi conservativi, dal teorema dell'energia cinetica ({\displaystyle L=\Delta E_{k}}), si ha che la variazione di energia potenziale è contraria alla variazione di energia cinetica:
{\displaystyle -\Delta E_{p}=E_{p}(\mathbf {r} _{A})-E_{p}(\mathbf {r} _{B})=L=\Delta E_{k}={\frac {1}{2}}m\left({v_{B}}^{2}-{v_{A}}^{2}\right)}
e quindi la somma dell'energia cinetica e dell'energia potenziale, detta energia meccanica, è costante in virtù del teorema dell'energia meccanica.
{\displaystyle E_{m}=E_{k}+E_{p}={\frac {1}{2}}m{v_{A}}^{2}+E_{p}(\mathbf {r} _{A})={\frac {1}{2}}m{v_{B}}^{2}+E_{p}(\mathbf {r} _{B})}
ovvero
{\displaystyle \Delta E_{m}=0}

## Campi non conservativi
L'esempio classico di campi non conservativi si ha considerando le forze d'attrito: l'attrito si oppone sempre al moto, quindi lungo qualsiasi traiettoria avremo l'integrale di una funzione costantemente negativa. E il risultato sarà un lavoro costantemente negativo anche lungo traiettorie chiuse.
Avremmo un lavoro pari a zero, e quindi un campo conservativo solo se l'attrito fosse zero lungo tutto il percorso, solo se, cioè, non avessimo attriti.
Scomponendo, nel teorema dell'energia cinetica, il lavoro in due addendi, secondo l'equazione {\displaystyle L=L_{\text{c}}+L_{\neg {\text{c}}}} , l'uno derivante da forze conservative, pari al negativo della variazione di energia potenziale, l'uno derivante da forze non conservative, abbiamo:
{\displaystyle \Delta E_{k}=L=L_{\text{c}}+L_{\neg {\text{c}}}=-\Delta E_{p}+L_{\neg {\text{c}}}}
e quindi:
{\displaystyle \Delta E_{m}=\Delta (E_{k}+E_{p})=L_{\neg {\text{c}}}}
cioè la variazione dell'energia meccanica, cioè la somma di energia cinetica e potenziale, è uguale al lavoro compiuto dalle forze non conservative.

## Unità di misura
Nel Sistema Internazionale l'unità di misura per il lavoro è il joule che corrisponde allo spostamento di un metro di una forza di un newton:
{\displaystyle \mathrm {J} =\mathrm {N} \cdot \mathrm {m} =\mathrm {kg} \cdot \mathrm {m^{2}} \cdot \mathrm {s^{-2}} }
Tra le altre unità di misura del lavoro ricordiamo:
- il chilogrammetro: lavoro necessario per sollevare di un metro una massa di un chilogrammo, considerando un'accelerazione di gravità media al suolo pari a circa {\displaystyle 9,81\,\mathrm {m} \cdot \mathrm {s^{-2}} }:{\displaystyle 1\,\mathrm {kg} \cdot \mathrm {m} =9,81\,\mathrm {N} \cdot 1\,\mathrm {m} =9,81\,\mathrm {J} }
- l'erg: {\displaystyle 1\operatorname {erg} =10^{-7}\mathrm {J} }
- l'elettronvolt: lavoro eseguito da un elettrone per attraversare una differenza di potenziale pari ad 1 Volt: {\displaystyle 1\,\mathrm {eV} =1,60217646\cdot 10^{-19}\,\mathrm {J} }.

## Esempi

### Lavoro in termodinamica
In termodinamica, il lavoro viene scomposto per comodità in due contributi: un contributo relativo alla variazione di volume, detto lavoro di volume, e un contributo indipendente dalla variazione di volume, che prende il nome di lavoro isocoro.

#### Lavoro di volume
In termodinamica un gas esercita una pressione {\displaystyle p} interna sulle pareti del recipiente in cui è contenuto. Se una di queste pareti di superficie {\displaystyle A} è mobile e si sposta di una quantità infinitesima {\displaystyle \operatorname {d} \!l} sotto l'azione di questa pressione, allora il lavoro infinitesimo compiuto dal gas è dato da:
{\displaystyle \delta L=\mathbf {F} \mathrm {d} l=pA\mathrm {d} l=p\mathrm {d} V}.
dove {\displaystyle \mathrm {d} V=A\mathrm {d} l} è la variazione del volume corrispondente. Questo è vero se la trasformazione è reversibile, infatti solo se il sistema è in equilibrio termodinamico è possibile conoscere il valore della pressione {\displaystyle p} interna al contenitore. La notazione {\displaystyle \delta L} è usata per indicare che il lavoro in fisica non è una funzione di stato, ed invece dipende dalla particolare trasformazione eseguita sul sistema: in termini matematici si dice che il lavoro non è, in generale, esprimibile come un differenziale esatto.
Infine, se il sistema termodinamico subisce una trasformazione generica, quindi per lo più irreversibile, allora possiamo ancora quantificare il lavoro fatto dal gas o dal sistema così:
{\displaystyle \delta L=\mathbf {F} \mathrm {d} l=p_{e}A\mathrm {d} l=p_{e}\mathrm {d} V},
lavoro fatto contro la pressione esterna {\displaystyle p_{e}}.

#### Lavoro isocoro
Sotto il termine di lavoro isocoro si annoverano tutti i tipi di lavoro che non si riflettono in una variazione di volume, ad esempio: il lavoro elettrico, il lavoro di un campo magnetico, oppure il lavoro svolto da una girante.

### Lavoro elettrico
In un circuito elettrico il lavoro infinitesimo compiuto dalla batteria che genera la differenza di potenziale {\displaystyle \Delta \!V} per far circolare una corrente elettrica {\displaystyle i} per un tempo infinitesimo {\displaystyle \mathrm {d} t} è data da {\displaystyle \mathrm {d} L=\Delta \!V\cdot i\,\mathrm {d} t}, il segno di tale lavoro sarà positivo o negativo a seconda che rispettivamente la pila eroghi o assorba corrente.
Il valore del lavoro elettrico scambiato tra il tempo {\displaystyle t_{0}} e il tempo {\displaystyle t_{1}} si può ottenere integrando l'equazione precedente, dalla quale si ottiene:
{\displaystyle L=\int _{t_{0}}^{t_{1}}\Delta \!V\cdot i\,\mathrm {d} t}
nel caso in cui la differenza di potenziale {\displaystyle \Delta \!V} rimanga costante durante l'intervallo di tempo considerato, si può scrivere:
{\displaystyle L=\Delta \!V\int _{t_{0}}^{t_{1}}i\,\mathrm {d} t=\Delta \!V\cdot q}
essendo:
- {\displaystyle L} il lavoro elettrico (in joule);
- {\displaystyle \Delta \!V} la differenza di potenziale elettrico (in volt);
- {\displaystyle i} l'intensità di corrente elettrica (in ampere);
- {\displaystyle t} il tempo (in secondi);
- {\displaystyle q} la quantità di carica elettrica circolata durante l'intervallo di tempo considerato (in coulomb).

### Lavoro magnetico
La forza che agisce su una particella carica in movimento, immersa in un campo magnetico, è detta forza di Lorentz, che in assenza di campi elettrici esterni è data da:
{\displaystyle \mathbf {F} =q\mathbf {v} \times \mathbf {B} }
dove {\displaystyle q} è la carica della particella, {\displaystyle \mathbf {v} } è la sua velocità, {\displaystyle \mathbf {B} } è il vettore di campo magnetico, legati dal prodotto vettoriale.
{\displaystyle \mathrm {d} L=q\mathbf {v} \times \mathbf {B} \cdot \mathrm {d} \mathbf {s} =q\mathbf {B} \cdot (\mathrm {d} \mathbf {s} \times \mathbf {v} )}
Siccome quest'ultimo prodotto vettoriale e' nullo, il lavoro magnetico su una particella carica è sempre nullo.